# Constantin Frantzen
Constantin Frantzen (* 16. března 1998 Düsseldorf) je německý profesionální tenista, deblový specialista. Ve své dosavadní kariéře na okruhu ATP Tour nevyhrál žádný turnaj. Na challengerech ATP a okruhu ITF získal dvanáct titulů ve čtyřhře.
Na žebříčku ATP byl ve dvouhře nejvýše klasifikován v únoru 2023 na 1 226. místě a ve čtyřhře v srpnu 2024 na 45. místě. Trénuje ho Markus Wislsperger.

## Tenisová kariéra
V rámci okruhu ITF debutoval v říjnu 2015, když na Futures v bavorském Oberhachingu dotovaném 10 tisíci dolary nastoupil do čtyřhry. S Rakušanem Alexandrem Erlerem vypadli v úvodním kole s belgicko-německým párem Alexandre Folie a Pascal Mies. O týden později již získal první titul, když s Erlerem ovládl deblovou soutěž v Ismaningu. Ve finále zdolali  krajany Kevina Krawietze a Tima Sandkaulena.
Do okruhu ATP Tour poprvé zasáhl v červencové čtyřhře Swiss Open Gstaad 2023 po boku stabilního spoluhráče, krajana Hendrika Jebensa. Časnou porážku po nezvládnutí obou tiebreaků jim přivodili Ind Sriram Baladži s Číňanem Čangem Č’-čenem. První zápasy vyhráli až v šesté hlavní soutěži ATP, když na metském Moselle Open 2023 postoupili do finále. V něm však nestačili na nejvýše nasazené obhájce trofeje, Monačana Huga Nyse s Polákem Janem Zielińskim. Do wimbledonského majoru si v sezóně 2024 zahráli semifinále na antukovém Geneva Open i travnatých BOSS Open a Mallorca Championships. V Ženevě je vyřadili druzí nasazení Lloyd Glasspool s Jeanem-Julienem Rojerem, ve Stuttgartu Brazilci Rafael Matos s Marcelem Melem a na Mallorce britsko-americká dvojice Julian Cash a Robert Galloway.
Grandslamovou premiéru prožil s Jebensem v deblu Australian Open 2024. V prvním kole však nenašli recept na salvadorsko-chorvatské turnajové desítky Marcela Arévala s Matem Pavićem. Úvodní fázi nepřešli ani na French Open 2024. První vítězná utkání na grandslamu dosáhli ve Wimbledonu 2024, kde jim čtvrtfinálovou stopku vystavili Brit Neal Skupski s Novozélanďanem Michaelem Venusem.

## Finále na okruhu ATP Tour

### Čtyřhra: 3 (0–3)
| Legenda                   |
| ------------------------- |
| Grand Slam (0)            |
| Turnaj mistrů (0)         |
| ATP Tour Masters 1000 (0) |
| ATP Tour 500 (0)          |
| ATP Tour 250 (0–3)        |

| Stav      | č. | datum         | turnaj              | kategorie | povrch    | spoluhráč      | soupeři ve finále                          | výsledek              |
| --------- | -- | ------------- | ------------------- | --------- | --------- | -------------- | ------------------------------------------ | --------------------- |
| Finalista | 1. | listopad 2023 | Mety, Francie       | ATP 250   | tvrdý (h) | Hendrik Jebens | Hugo Nys Jan Zieliński                     | 4–6, 4–6              |
| Finalista | 2. | červenec 2024 | Kitzbühel, Rakousko | ATP 250   | antuka    | Hendrik Jebens | Alexander Erler Andreas Mies               | 3–6, 6–3, [6–10]      |
| Finalista | 3. | září 2024     | Chang-čou, Čína     | ATP 250   | tvrdý     | Hendrik Jebens | Džívan Nedunčežijan Vidžaj Sundar Prašanth | 6–4, 6–7(5–7), [7–10] |

## Tituly na challengerech ATP a okruhu ITF

### Čtyřhra (12 titulů)
| Legenda         |
| --------------- |
| Challengery (7) |
| ITF (5)         |

| Č. | datum         | turnaj                    | okruh      | povrch      | spoluhráč       | poražení finalisté                            | výsledek              |
| -- | ------------- | ------------------------- | ---------- | ----------- | --------------- | --------------------------------------------- | --------------------- |
| 1. | říjen 2015    | Ismaning, Německo         | World Tour | koberec (h) | Alexander Erler | Kevin Krawietz Tim Sandkaulen                 | 2–6, 7–5(7–5), [10–8] |
| 2. | duben 2022    | Monastir, Tunisko         | World Tour | tvrdý       | Charles Broom   | Li Če Pu Jün-čchao-kche-tche                  | 7–5, 2–6, [10–8]      |
| 3. | květen 2022   | Meerbusch, Německo        | World Tour | antuka      | Tim Sandkaulen  | Miguel Fernando Pereira Gabriel Roveri Sidney | 7–6(7–5), 6–4         |
| 4. | květen 2022   | Most, Česko               | World Tour | antuka      | Tim Sandkaulen  | Marek Gengel David Poljak                     | 6–3, 4–6, [10–7]      |
| 5. | červenec 2022 | Kassel, Německo           | World Tour | antuka      | Tim Sandkaulen  | Tom Gentzsch Leopold Zima                     | 6–4, 6–2              |
| 1. | březen 2023   | Biel/Bienne, Švýcarsko    | Challenger | tvrdý (h)   | Hendrik Jebens  | Victor Vlad Cornea Franko Škugor              | 6–2, 6–4              |
| 2. | červen 2023   | Heilbronn, Německo        | Challenger | antuka      | Hendrik Jebens  | Victor Vlad Cornea Philipp Oswald             | 7–6(9–7), 6–4         |
| 3. | srpen 2023    | Augsburg, Německo         | Challenger | antuka      | Hendrik Jebens  | Constantin Kouzmine Volodymyr Užylovskyj      | 6–2, 6–2              |
| 4. | září 2023     | Como, Itálie              | Challenger | antuka      | Hendrik Jebens  | Filip Bergevi Mick Veldheer                   | 6–3, 6–4              |
| 5. | září 2023     | Bad Waltersdorf, Rakousko | Challenger | antuka      | Hendrik Jebens  | Marco Bortolotti Francesco Passaro            | 6–1, 6–2              |
| 6. | říjen 2023    | Orléans, Francie          | Challenger | tvrdý (h)   | Hendrik Jebens  | Henry Patten John-Patrick Smith               | 7–6(7–5), 7–6(14–12)  |
| 7. | květen 2024   | Mauthausen, Rakousko      | Challenger | antuka      | Hendrik Jebens  | Ryan Seggerman Patrik Trhac                   | 6–4, 6–4              |